# DonPachi
DonPachi (jap.: 首領蜂) ist ein 2D-Shoot-’em-up-Videospiel der Firma Atlus, das von CAVE für Arcade-Automaten sowie Saturn und PlayStation entwickelt wurde. Es handelt sich um das erste Spiel des Entwicklerstudios. Zudem gibt es neuere, grafisch verbesserte Versionen der Reihe auf neueren Konsolen, wie der PlayStation 2 und der Xbox 360. Im Februar 1997 wurde der Nachfolger DoDonpachi veröffentlicht.

## Spielprinzip
DonPachi spielt sich wie ein typisches vertikal-scrollendes Shoot ’em up: Der Spieler steuert ein kleines Raumschiff, mit dem er sich der zahllosen Feinde erwehren muss, die im Laufe des Spieles auf ihn zufliegen. Die anfangs spärliche Bewaffnung des Raumschiffs lässt sich durch aufsammelbare Upgrades im Laufe des Spiels verbessern. Dies ist angesichts der zahllosen Gegner auch dringend nötig, da ihr Feuer gegen Ende nahezu den gesamten Bildschirm füllt. Zusätzlich steht dem Spieler noch eine begrenzte Anzahl Smartbombs zur Verfügung, mit deren Hilfe sich der ganze Bildschirm mit einem Schlag von Gegnern säubern lässt. Am Ende der Level wartet stets ein gigantischer Bossgegner, dessen man nur mit viel Taktik Herr werden kann.

## Besonderheiten
Als Vertreter der Bullet-Hell-Shooter zeichnete DonPachi seinerzeit vor allem das bildschirmfüllende gegnerische Feuer aus. Außerdem war für damalige Zeit auch das Scoring-System ungewöhnlich komplex.
Einige der Angestellten waren, bevor CAVE formiert wurde, bei der Firma Toaplan angestellt. DonPachi enthält mehrere Verweise auf die frühere Firma Toaplan, beispielsweise taucht am Ende das alte Maskottchen „Pipiru“ auf, außerdem zeigen die vorgegebenen Einträge der Highscore-Tabelle die Botschaft „Toaplan Forever“.